# Baltasar Vargas de Figueroa
Baltasar Vargas de Figueroa (Santafé de Bogotá, 23 de abril de 1629 - id 19 de febrero de 1667) fue un pintor neogranadino. 
Hijo del pintor Gaspar de Figueroa y de Lorenza de Vargas, para diferenciarlo de su abuelo, Baltasar de Figueroa "el Viejo", se le conoce como Baltasar Vargas de Figueroa. Una vez firmó Baltasar Pérez de Figueroa, utilizando el segundo apellido materno, en un cuadro sobre el purgatorio (1662) con destino al convento de las carmelitas descalzas.

## Formación
Formado en el taller de su padre, se advierte en estos dos pintores una notable y estrecha relación, que dificulta la correcta atribución de los cuadros que no están firmados, pues muchos de los que se presume son de Gaspar, fueron terminados por su hijo. También en el cargo militar de alférez de milicias, Baltasar de Vargas sucedió a su padre. Se dice que con él se formaron los pintores Gregorio Carvallo de la Parra y los hermanos Juan Bautista y Gregorio Vásquez de Arce y Ceballos.
Al encontrarse en un gran taller, es posible que Gregorio Vásquez haya recibido lecciones de los dos Figueroa: de Baltasar y de Gaspar. Con abundante clientela.

## Estilo

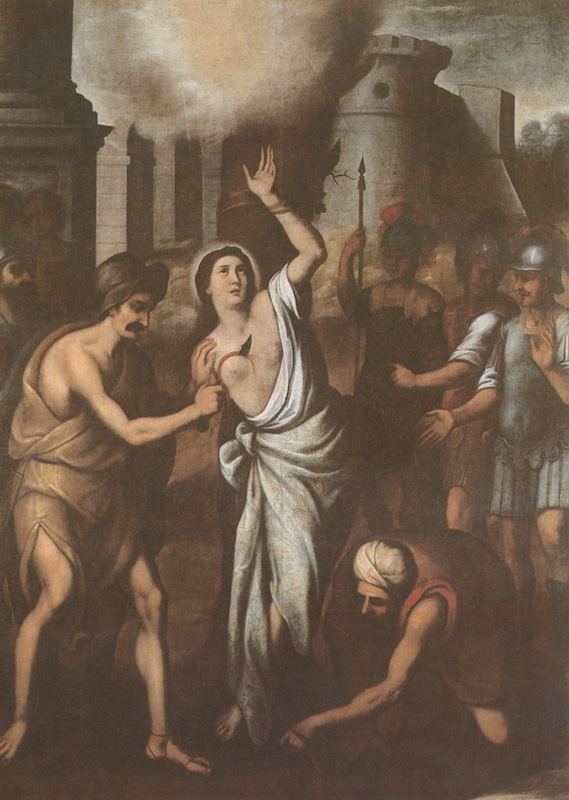
Óleo "Martirio de Santa Bárbara" de Baltasar Vargas de Figueroa

Como era tradicional, sus temas fueron de carácter religioso, aunque al lado de ellos se encuentran algunos retratos. De estos últimos los más interesantes son, quizás, los que acompañan a la Virgen de los Corazones del templo de Las Aguas en Bogotá. Baltasar de Vargas incurría en ciertos errores en la proporción de las figuras, e igualmente era torpe en cuanto al trabajo de las manos: no solo se le dificultaba "cerrarlas", sino también darles expresión.
En cambio, las caras son en general muy delicadas y cuidadosas. Con frecuencia repitió el mismo rostro en cuadros diferentes. Prestaba mucha atención a los trajes, especialmente cuantos estos estaban elaborados con brocados. Una interesante y reciente atribución a este pintor es el cuadro de La Piedad de Santa Clara, cuyos donantes poseen notables calidades, tanto en sus rostros como en las joyas y encajes con que van engalanados.
Como todos los pintores coloniales, Baltasar de Vargas se sirvió de grabados europeos como modelos para sus pinturas. En su testamento dice, refiriéndose a sus pertenencias: Sus libros de vidas de santos, con estampas para las pinturas, más un libro de Arquitectura necesario al Arte, más de mil ochocientas estampas. Seguramente por atender a los numerosos encargos de las monjas de Santa Clara de Tunja y de particulares, realizó varias versiones de su obra El milagro de Soriano, sustituyendo unos elementos por otros y modificando los ropajes de las santas.

## Obra
Es el autor de numerosas series sobre la vida de la Virgen: para las iglesias de San Ignacio y San Francisco de Bogotá, para el templo de Monguí, para el de Tabio y para el Convento de la Concepción, este último por el encargo de unas monjas en 1658 (conjunto recientemente restaurado) y para el templo doctrinero de Tobasía, Boyacá.
- La Virgen de las Mercedes (Iglesia de San Francisco)
- Martirio de Santa Bárbara (Iglesia de Santa Bárbara).
- Muerte de Santa Bárbara (Iglesia de Santa Bárbara).
- Santa Bárbara con dos Ángeles (Catedral de Zipaquirá).
- La Virgen de las Mercedes (antes propiedad de los Padres Franciscanos).
- Institución de la Indulgencia de San Gregorio en favor de las Animas (Iglesia de Santa Clara).
- La Virgen del Amparo de Tobasía (Capilla de Nuestra Señora de Tobasía, Tobasía).

En el Museo Colonial de Bogotá se encuentran: Muerte de Santa Gertrudis. La Adoración de los Pastores. La Virgen con un Santo. La Adoración de los Reyes. Virgen Orante. Martirio de Santa Úrsula (con retrato de donante). La Virgen de las Nieves.
En la Iglesia de las Aguas: La Reina de los Corazones rodeada de varios personajes entre los que se reconoce a Fray Cristóbal de Torres y al Caballero de Santiago don Francisco Fernández de Acuña. San Juan Bautista con Dama Donante.
En la Catedral de Bogotá: Retrato de Fray Juan de. Arguinao, décimo Arzobispo del Nuevo Reino de Granada.